# Puente Giuliana
El Puente Giuliana es un puente en la localidad de Bengasi, al este del país africano de Libia. Cuenta con una estructura principal de tres vanos, que fue construido en la década de 1970, pero fue rehabilitado en 2005 por Bilfinger Berger.